# Amasha inepta
Amasha inepta är en insektsart som beskrevs av Medler 1992. Amasha inepta ingår i släktet Amasha och familjen Flatidae. Inga underarter finns listade i Catalogue of Life.